# 格陵兰音乐
格陵兰音乐主要是因纽特音樂和丹麦音樂的混合，还混有来自美国和英国的影响。最大的錄音公司是来自Sisimut镇的ULO，該公司是由Malik Hoegh和Karsten Sommer创立的。ULO发行了格陵兰摇滚乐乐团，如Sume；流行音樂歌手，如Rasmus Lyberth；嘻哈音乐成员，如弩克大队；以及因纽特音乐。现代格陵兰音乐的元素也被用在爵士音乐家Kristian Blak的音乐中。
格陵兰鼓手Hans Rosenberg把格陵兰音乐描述为 "definitely a rock country, both musically and literally" 丹麦王国外交部把所有格陵兰音樂，除了鼓舞外，描述為受外来风格影响。

## 民歌
因纽特人（Inuit，爱斯基摩人的一支）和格林兰上的丹麦人都保存着他们与众不同的民族音乐的风格。全国流行的民族传统包括表述故事，然而这在1857年南格林兰印刷业（South Greenland Printing Press）的引入而大量减少。
在岛上的东部和东南部能找到在欧洲文化侵袭下保留得最好的传统音乐。傳統音樂包括用一个橢圓形的木鼓表演的神圣的鼓舞，鼓上有一个bear-bladder 在顶部。在格陵兰，鼓舞是唯一的土著音乐。在现代，這是roots revival的一部分。薩滿用鼓作为他们宗教事务的一部分，有时還會舉辦唱歌比赛，谁得到的观众笑声最多谁就赢了。因纽特人的鼓舞是一种正在衰退的傳統，在现代的格陵兰逐漸被业余歌唱组合如用土著的音乐元素改编的Silamiut所代替。
Piseq 是一种个人講述日常生活的音乐形式，通常代代相传。格陵兰的因纽特民歌被用来讲故事和娱乐大众。

### 因纽特音乐
格陵兰的因纽特人和一些在加拿大的育空、努纳武特、西北地区以及美国的阿拉斯加和俄罗斯东部某些地区的近支土著爱斯基摩人擁有相同的音樂傳統。格陵兰的因纽特是东部北极 的一员；阿拉斯加和东北部的加拿大的因纽特人是中央北极地区因纽特人音乐地区，与之相反形式的是西部因纽特人的音乐。
格陵兰的因纽特音樂很大程度建基於唱歌和鼓，而鼓則被保留下來在大型慶典和其他聚會中演奏。虽然這裡有很多有聲樂的民歌，但传统並没有纯粹的因纽特器乐（没有唱歌和舞蹈的伴随）。格陵兰大部分的鼓由动物皮肤和木架构成（拉長动物皮肤放在木架上），鼓手用象征性和装饰性的圖案装饰。除了鼓外，哨子、bull-roarers和buzzers亦十分普遍，還有口簧琴和小提琴，大部分是近代进口的。

#### 鼓舞
與加拿大東部和中部的鼓舞一樣，格陵蘭鼓舞是建基於一個唱家人編寫的歌曲的舞者，舞者一般於一間稱為qaggi的專為社區活動如鼓舞而建的冰屋跳舞。舞者的技術透過其長時間演出的忍耐力和其作品的特質評定。鼓舞是格陵蘭的因紐特人文化凝聚力的一個重要元素，有個人表達、純娛樂和社會約束的功能。
从本质上来说，许多鼓舞是竞争性的，由一对“舞曲二人组”担纲。他们滑稽地载歌载舞，互相揭短。总的来说，这是一场轻松欢愉的盛事，但有时它也被作为化解有宿仇的户族和个人间针锋相对局面的手段。笑话都是要提前准备的，谁能把观众逗的最乐，笑的最开怀，谁就是胜者。

#### 其他因纽特民谣传统
许多因纽特民间游戏也围绕着歌曲展开，包括翻绳游戏，捉迷藏，杂耍，对韵游戏和猜谜语。“katajjaq”也非常闻名。它是一场声乐竞赛，在两个女人间展开，她们面对面站立的拉开阵势，演唱曲子，使用「喉音」，模仿动物的哭嚎或其他声响。“katajjaq”是一個游戏，但它在常常难得善始善终，两个女人一忍俊不禁，游戏就没法继续进行。

### 欧洲音乐
随着丹麦人的到来，新樂器和一些由歐洲演變而來的音樂形式流行起来，像小提琴、手风琴 和基督教的赞美诗，而摩拉維亞的传教士則引入小提琴、銅管樂和純音樂的傳統。然而，摩拉维亚最重要的引进是造就現代歌唱組合如Mik的復調音樂合唱團。Kalattuut (dansemik) 是因纽特舞蹈普卡的一種形式，普卡成就了流行歌曲和高水準音樂家像手风琴演奏者Louis Andreasen。另外也有一种現代風格为vaigat，与乡村音乐类似。

## 经典音乐
一些西洋古典音樂作曲家在他们的曲中有一些格陵兰风格的旋律，包括奥尔森和Adrian Vernon Fish。现代作家Mads Lumholdt（北方之音乐团的成员之一，Nowhereland和No Offence乐团歌手）变得著名，他的作品Shaman，在2004年5月的Etoiles Polaires Arctic Culture Festival初次演出，因为融合了传统格陵兰音乐和现代的风格和技术而被提名为北歐理事會的音乐奖。理事會描述该作品为“想办法通过现代的文化语言传播这传统的格陵兰文化，同时又保留對原來文化的尊重，在另外一方面又起到在现代观众中传播的作用”。
格陵兰国歌为《我们的家乡多么古老》（Nunarput utoqqarsuanngoravit）。歌曲自1916年被定为官方国歌，Jonathan Petersen作曲，Henrik Lund作词，两者都是格陵兰人。

## 流行音樂
格陵兰一直沒有受到欧洲和北美的流行音乐影響，直至20世纪中叶。早期的流行音乐组合包括当地的先驅Nuuk Orleans Jazz Band 

### 搖滾樂
格陵兰的摇滚及嘻哈音乐最早起源于1973年，是ULO推行Sume's Sumut，也就是占当地唱片市场20%销售量的乐团，同时也以在格陵兰语言中独特的歌唱方式及以当地传统大鼓舞蹈的元素融入音乐而激发了当地的摇滚风格。歌手Rasmus Lyberth改变了从音乐只为形式化的观念成为音乐乃是为了娱乐。. 其余的当地艺人包括G-60与Ole Kistiansen 也接受了这个观念。1980年，格陵兰成了一群由Jamaican reggae与 美式黑人funk,例如Aalut和Zidaza发起的乐团的根据地。现代的格陵兰也成了年度摇滚嘉年华Nipiaa的地点，曾在Aasiaat举行，艺人如Chilly Friday，throat-singer Sylvia Watt-Cloutier 及 Karina Moller都曾出席。
著名的現代搖滾樂團包括 Kalaat、Siissisoq、Angu 及 Fiassuit。

### Hip hop
自从1984年，美国的hip hop有著主要影响，Nuuk Posse是近年最成功的hip hop组合。其他格陵兰的hip hop组合和藝員自此不断推出歌集，说唱歌手例如Prussic、Peand-El、Lucas和Tomba。他们的歌词比Nuuk Posse更有冒犯性和更挑釁，批评格陵兰的社会遺棄和疏忽照顧他们的孩子。

## 音乐产业
在格陵兰最大的錄音公司是ULO。称为aussivik的夏季節日已经成为现代格陵兰文化重要的组成部分之一，aussivik建基在一個与鼓舞和其他元素在20世纪复苏的传统文化风俗之上。
格陵蘭电台（Kalaallit Nunaata Radio）是國內最重要的媒體機構，是一個由格陵兰政府管理的独立机构。

## 扩展阅读
- Michael Hauser. . ULO. 1992. ISBN 8789160010.